# Nile Air
Nile Air (in arabo النيل للطيران‎?) è una compagnia aerea egiziana con base all'aeroporto internazionale del Cairo che offre servizi di linea per destinazioni in Egitto e Medio Oriente, Golfo Persico, Europa meridionale, Asia e Africa.
È la più grande compagnia aerea privata in Egitto e seconda solo a EgyptAir. Gestisce servizi di linea, utilizzando una flotta di Airbus A320-200 e Airbus A321-200.

## Storia
Il 1 ° novembre 2009, la compagnia aerea ha ricevuto il Certificato di operatore aereo (COA) dall'autorità egiziana per l'aviazione civile, che le ha permesso di avviare le operazioni.
La compagnia aerea aveva ordinato nove aeromobili Airbus A321-200 nel 2007 tuttavia nel 2015 questo ordine è stato adeguato a due aeromobili. 
Ha avviato le operazioni nell'agosto 2010, operando un contratto di locazione a breve termine con Libyan Arab Airlines, prima di iniziare i servizi di linea dall'Egitto nel marzo 2011, con il lancio di voli per l'Arabia Saudita.
Nel gennaio 2011, la compagnia aerea è diventata la prima compagnia aerea egiziana privata a pubblicare i suoi orari e la disponibilità dei voli sul Global Distribution System ed è ora coperta da tutti e 3 i sistemi GDS: Amadeus, Sabre Corporation e Travelport.
Nel 2013 è entrata a far parte dell'Arab Air Carriers Organization e nel 2016 dell'African Airlines Association. Sempre nel 2016, la compagnia aerea è diventata la prima del Medio Oriente a utilizzare il portafoglio IT completo di Amadeus, che fornisce IT end-to-end soluzioni. Nel giugno 2016, Nile Air e Lila Design hanno lavorato insieme sulla livrea speciale "Egypt Tourism" del Nile Air A320 che è stata svelata su un Airbus A320 (SU-BQM).
Nel 2017 la compagnia aerea è diventata la compagnia aerea ufficiale della squadra di calcio nazionale egiziana. È anche tra i principali sponsor del team.

## Affari societari

### Proprietà
Nile Air è una società per azioni egiziana fondata nel 2008, con il 60% di proprietà di persone e società egiziane e il restante 40% dal Dr. Nasser Al Tayyar, ex presidente del gruppo Al Tayyar (ora chiamato Seera), un'importante agenzia di viaggi con sede in Arabia Saudita con operazioni in oltre 15 paesi.

## Flotta

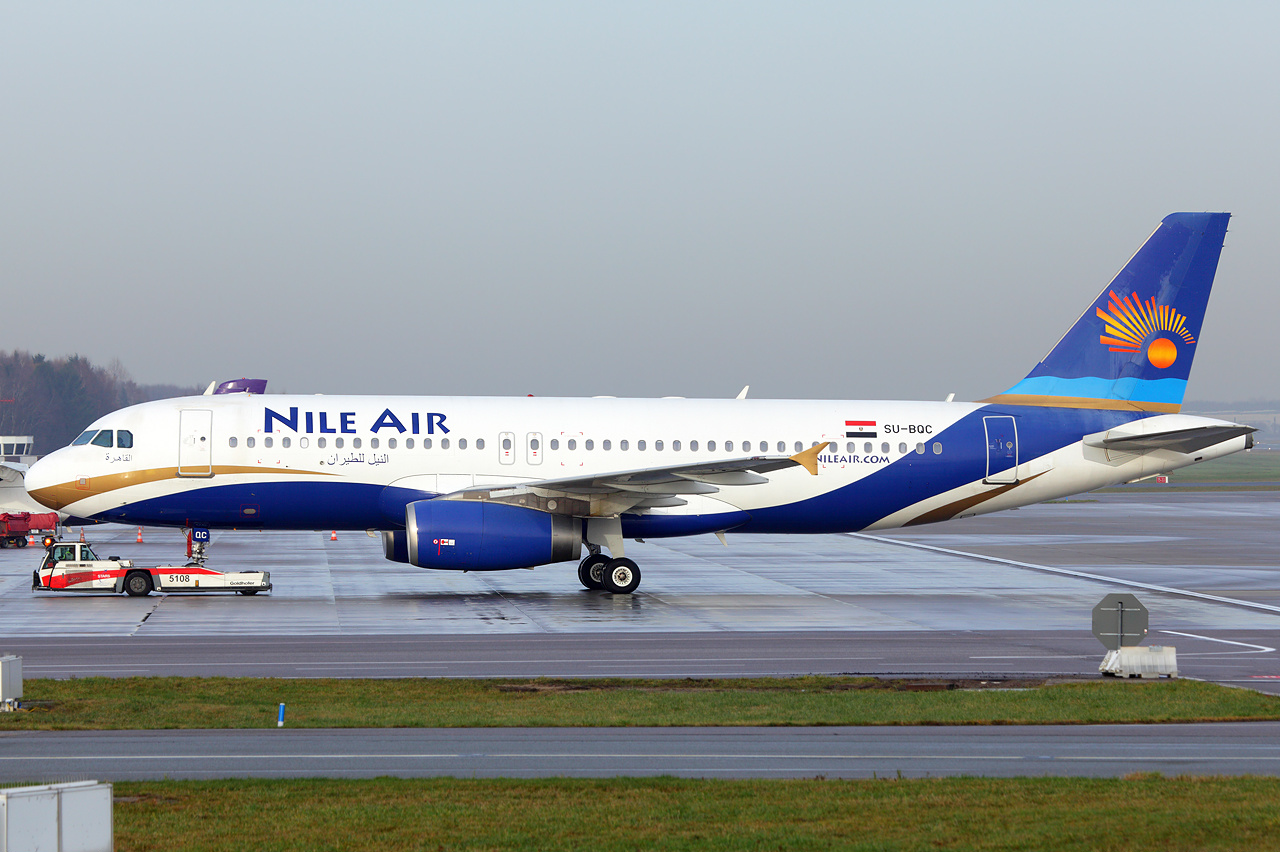
Un Airbus A320-200.

Ad agosto 2024 la flotta di Nile Air è composta dai seguenti aerei: